# Magyar szájharmonikaművészek listája
Az alábbiakban a neves magyar szájharmonikaművészek listája olvasható. A külföldi zenészeket a szájharmonikaművészek listája jegyzi.
| Ábécé szerinti tartalomjegyzék                                                                           |
| --- |
| A, Á B C Cs D Dz Dzs E, É F G Gy H I, Í J K L Ly M N Ny O, Ó Ö, Ő P Q R S Sz T Ty U, Ú Ü, Ű V W X Y Z Zs |

## A, Á
- Angyal Ákos

## B
- Barabás Mihály
- Benke Félix
- Bernát József
- Besenyei Csaba (1975–)
- Bodonyi Attila
- Bögi Ferenc (1929–2019)

## C
- Czigány Attila

## Cs
- Csicsák György

## E, É
- Ecseri János
- Engler Ferenc

## F
- Fehér Tamás (1975–)
- Ferenczi György (1968–)
- Flór Gábor

## H
- Hagyó Béla
- Horváth Mihály (1969–)
- Hrabovszky Tamás (1969–)

## K
- Karginov Allen (1979–)
- Kindler Csaba
- Kiss Dala Péter
- Kovács Gábor
- Köteles Róbert
- Kőhalmi András

## L
- Lázi Szabolcs
- Lengyel Attila
- Leskovics Gábor (1966–)

## M
- Markó András (1947–)
- Mándli Vazul
- Medve Balázs
- Muszta Attila

## N
- Nagy Bogdan
- Nagy György
- Nagy István

## O, Ó
- Oláh Andor (1966–2013)

## P
- Papp Tibor
- Peresztegi Csaba
- Presser Gábor
- Pribojszki Mátyás (1974–)

## R
- Rabi Márton
- Rozgonyi Zoltán

## S
- Sain Mátyás
- Somló Tamás

## Sz
- Szabó Tamás (1968–)
- Szalay Huba

## T
- Takáts Tamás (1957–)
- Tolcsvay László (1950–)
- Tóth Miklós

## Z
- Zarubay Bence
- Zoltai György